# Eclissi solare del 12 agosto 2045
L'eclissi solare del 12 agosto 2045 è un evento astronomico che avrà luogo il suddetto giorno attorno alle ore 17:42 UTC.